# Эль-Джубейха
Эль-Джубейха (араб. الجبيهة‎) — город на северо-западе Иордании, входит в состав мухафазы Амман и является северо-западным пригородом её одноимённого центра.

## Географическое положение
Город находится в северо-западной части мухафазы, в непосредственной близи от столицы страны Аммана. Абсолютная высота — 972 метра над уровнем моря.

## Демография
По данным переписи 2004 года численность население составляла 61 949 человек.
Динамика численности населения города по годам:
| 1994   | 2004   | 2013    |
| ------ | ------ | ------- |
| 37 421 | 61 949 | 108 432 |